# Elisabetta Moro
Elisabetta Moro (Rovigo, 15 maggio 1975) è un'ex cestista italiana.
Alta 170 cm, giocava come playmaker.

## Carriera

### Nei club
Elisabetta Moro è cresciuta cestisticamente nella natia Rovigo, dove ha iniziato a giocare a sei anni, emulando il fratello. Nel 1989 viene presa da Cesena, in Serie A1, dove vince lo scudetto cadette del 1990 e quelli juniores nel 1991 e nel 1992. Esordisce anche in prima squadra.
Nel 1992-93 si trasferisce a Porto Sant'Elpidio in A2F, nel 1993-94 torna nella massima serie con la Cestistica Marino. Nel 1994-95 retrocede in Serie A2 con la Simca Viterbo e la stagione seguente gioca in Serie A1F 1995-96 con la Brasilia Basket Femminile Pavia.
La Moro gioca poi un quadriennio con la PCR Messina, con cui gioca nella Coppa Ronchetti già disputata ai tempi di Cesena. Nel 2000-01 passa alla Cras Taranto, ottiene la promozione nella massima serie e il tris scudetto-coppa-supercoppa nel 2002-03. Alla fine della stagione viene eletta come migliore giocatrice italiana vincendo il premio Reverberi. Arriva alla Pallacanestro Schio nel 2003-04 e sino alla stagione 2010-11 anno del ritiro, vince quattro scudetti, una coppa, due supercoppe e l'Eurocoppa.
Il 3 aprile 2008 ha vinto l'EuroCup, in seguito alla vittoria di Schio a Mosca per 78-69. Il 3 maggio vince anche il campionato italiano, in seguito alla vittoria sulla Phard Napoli.
Gioca ancora a Schio e nel 2010-11 vince sia il campionato che la coppa.

### In nazionale
Già nel giro della nazionale giovanile (bronzo nel 1991 agli Europei Cadetti), il 5 gennaio 2004 ha esordito in nazionale, nella sconfitta contro l'All Star a Bari (72-81).

## Palmarès
- Campionato italiano: 5
Cras Taranto: 2002-03; Famila Schio: 2004-05, 2005-06, 2007-08, 2010-11
- Coppa Italia: 3
Cras Taranto: 2003; Famila Schio: 2005, 2011
- Supercoppa Italiana: 3
Cras Taranto: 2003; Famila Schio: 2005, 2006
- EuroCup Women: 1
Beretta Famila Schio: 2007-08

### Individuale
Premio Reverberi: 1
2002-03